# Alles of niets (boek)
Alles of niets is een jeugdboek uit 2010 van de Nederlandse schrijver Khalid Boudou. 

## Verhaal
Het leven van de zeventienjarige Melle verandert volledig wanneer zijn ouders voor vijf weken vertrekken naar Hongarije om een bed & breakfast te beginnen. Melles oom Walter biedt aan om die tijd bij Melle te logeren.
Wanneer oom Walter ontdekt dat Melle in het geheim aan het gokken is, komt oom Walters ware aard naar boven. Hij sleept Melle mee in een spannend avontuur waarin illegale casino´s en pokertoernooien worden bezocht. Melle heeft het geluk aan zijn zijde en casht een paar keer goed. Maar dan gaat het mis. De adrenaline stroomt door zijn lichaam, maar hij verliest alles wat hij heeft. Gelukkig hebben zijn ouders nog wat geld achter de hand. Als Melle ook het geld van zijn ouders heeft verspeeld, raakt hij in paniek. Blinde paniek.
Steeds sneller en dieper glijdt Melle af in de wereld van de gokverslaafden en criminelen. Voor Melle volgen de spannendste en snelste dagen van zijn leven. Ontsnappen kan hij niet meer. Het is alles of niets.

## Informatie
In dit verhaal verdiept Khalid Boudou zich vooral in gokverslavingen, en waartoe die je kunnen leiden. In dit boek beschrijft hij het leven van een zeventienjarige die per toeval op een goksite terecht is gekomen en daardoor in de gokwereld belandde, hoe hij naar diverse plaatsen reed om mee te doen aan toernooien, en dat alleen maar om grof illegaal geld te winnen.